# Torremaggiore
Torremaggiore es una localidad y comune italiana de la provincia de Foggia, región de Apulia, con 17 307 habitantes. Durante la Edad Media era conocido como Castel Fiorentino, famoso porque allí murió el emperador Federico II Hohenstaufen.

## Historia
La historia de la ciudad está ligada a la del burgo medieval de Castel Fiorentino (o Fiorentino di Puglia), cuyas ruinas se encuentran a 10 km del asentamiento actual por la ruta provincial San Severo-Castelnuovo della Daunia. Fiorentino, burgo bizantino de frontera, fue refundado por obra del catepán Basilio Boioanes entre 1018 y 1023. 
El pueblo fue incluido en el sistema estratégico-defensivo de la frontera septentrional de Apulia, a los fines de enfrentar los ataques de los enemigos del Imperio bizantino. Desde los albores del siglo XI, los emperadores orientales intentaron consolidar sus posesiones en Italia meridional, continuamente amenazadas por los Longobardos del Ducado de Benevento y por los alemanes que la querían anexar al imperio de Alemania. Para actuar tal plan, los catepanes enviados por Constantinopla se lanzaron a la conquista del territorio correspondiente a la antigua Daunia, a fin de reforzar los inseguros confines del Ducado de Longobardía, señalados por el río Ofanto, hacia aquellos mejor defendibles delimitados por el curso del Fortore. 
Nacían así hacia el 1040, gracias a la febril actividad edificatoria del catepán Basilio Boioanes y de su hijo homónimo, numerosas ciudades-fortalezas con el rol de dotar la nueva frontera de eficaces baluartes contra incursiones y razias. Muchos de los centros nuevos formados fueron rápidamente elevados a sedes de obispados. Las ciudades fundadas por los dos catepanes con el fin de defender la nueva frontera de los longobardos, en realidad después debían servir a enfrentar atacantes de otra proveniencia: los normandos, mercenarios de los longobardos.
Conquistada por los normandos, Castel Fiorentino deviene condado. En el siglo XII la ciudad fue real: la autoridad era representada por un condestable.
Castel Fiorentino ha pasado a la historia porque allí murió el emperador Federico II del Sacro Imperio Romano Germánico, fallecido en la domus del burgo el 13 de diciembre de 1250. En 1255 el burgo fue atacado por las tropas del papa Alejandro IV, enemigo de la casa de Hohenstaufen. En tanto, los habitantes de Dragonara, otro burgo medieval situado al oeste de Torremaggiore, del cual queda solo un castillo, sufrieron la misma suerte y todas las personas se refugiaron en la abadía benedictina de San Pedro, igual que los habitantes de Castel Fiorentino. Así, el abad León les permite fundar un nuevo burgo, denominado Codacchio. La fusión de los prófugos de Castel Fiorentino y Dragonara con los habitantes de Terra Maggiore dio vida a la moderna ciudadanía de Torremaggiore. Esta última denominación fue tomada, muy probablemente, de una torre normanda que todavía hoy constituye el núcleo más antiguo del Castillo Ducal.
El despoblamiento de los prófugos no fue total ni inmediato, pero esto no quita que ese fin desde el inicio fuese acentuado y evidente, tanto que Castel Fiorentino no aparece en la tasación impositiva de 1328.
Castel Fiorentino fue concedida en feudo a diversas casas señoriales hasta devenir patrimonio secular de la potente familia de los de Sangro, príncipes de San Severo y duques de Torremaggiore. Fue Alfonso V de Aragón, rey de Nápoles, a conceder el feudo de Castel Fiorentino a Paolo di Sangro en 1442.

## Personalidades famosas
- Umberto Pettinicchio, pintor.
- Nicola Sacco, anarquista.

## Evolución demográfica
| Gráfica de evolución demográfica de Torremaggiore entre 1861 y 2001 |
|                                                                     |
| Fuente ISTAT - elaboración gráfica de Wikipedia                     |